# Mondd, miért szeretsz te mást?
A Mondd, miért szeretsz te mást? (The God-Why-Don't-You-Love-Me Blues) a Született feleségek (Desperate Housewives) című amerikai filmsorozat száztizenötödik epizódja. Az Amerikai Egyesült Államokban először az ABC (American Broadcasting Company) adó vetítette 2009. október 18-án.

## Az epizód cselekménye
Mivel sokan még nem tudják, hogy mégsem Danny fojtogatta Julie-t, továbbra is átnéznek rajta az iskolában, ezért a fiú ott akarja hagyni az egészet. Angie és Nick azonban ezt nem engedhetik, ezért Angie Porterhez fordul, hogy némi pénzért cserébe rendezzen neki egy bulit, hogy jobban megismerje a helyi fiatalokat.
Katherine továbbra is Mike-ról fantáziál, de furcsa viselkedése már Bree-nek is szemet szúr. Rájön ugyanis, hogy Katherine nem átall éjnek évadján Susanék háza körül kémkedni a pár után. Ezért Bree szabadságra küldi Katherine-t, aki azonban belátja, hogy túllőtt a célon, és bocsánatot kér Bree-től, mondván, hogy nem akarja elveszíteni. Azonban Bree-hez betoppan egy jegyespár, akik az utolsó pillanatban szólnak, hogy vele akarják megrendeztetni az esküvőjüket. A leendő ara Katherine egyik tortatervét szemeli ki magának. Az esküvőn Katherine meglátja a tortát, és teljesen kikel magából. Kiderül ugyanis, hogy ezt a tortát magának és Mike-nak tervezte. Így hát potenciális célpontnak tekinti a tortát, és addig nem nyugszik, míg el nem pusztítja. Másnap Bree közli Katherine-nel, hogy ha nem megy szabadságra, kénytelen elbocsátani őt. Amikor visszakéri a konyha kulcsait, Katherine egy csíkot húz vele a kocsija oldalán.
Lynette számára egyre nehezebb rejtegetni a terhességet, a mellei ugyanis nagyon megnőnek. Carlos és a kollégák azt hiszik, hogy plasztikai műtéten esett át, és ki is használják kolléganőjük telt idomait, ahol csak tudják. Lynette önmagán is meglepődik, de tetszik neki, hogy az étteremben, ahol munkaebéden vesz részt, a férfiak le sem tudják venni róla a szemüket. Otthon Lynette unszolására Tom belátja, hogy valóban a nagy keblű nőkre bukik, de örül, hogy Lynette nem tökéletes, mert így nem kell rosszul éreznie magát, amiért ő sem az.
Andrew meglátogatja a még mindig eszméletlen Julie-t a kórházban, és elkotyogja Susannek, hogy a lány már hónapok óta nem tanul a főiskolán, hanem pincérkedik, és hogy azért titkolta, hogy jár valakivel, mert az illető férfi nős. Azonban Susan hiába olvassa el Julie naplóját: a titkos szerető neve egyszer sincs leírva, csak mint "D".
Julie felébred a kórházban, és Susan elújságolja neki, hogy nem kell aggódnia: nem vár gyereket. Végül anya és lánya heves vitába keveredik. Susan ráeszmél, hogy egykor tökéletes kamaszlányából immár felnőtt nő lett, aki igenis követ el hibákat.
Danny megkérdezi Angie-t, hogy nem akarja-e megoperáltatni a hátát, és szóba kerül Nick is, akivel Danny az utóbbi időben rendkívül hűvösen viselkedik. Angie elmondja a fiának, hogy a robbanás után, aminek nyomát azóta is a hátán viseli, Nick volt az, aki gondját viselte.
Gabrielle-t egyre jobban zavarja a románc, ami kialakulóban van Ana és John között, és amikor óvszereket talál az unokahúga szobájában, a lány elmondja neki, hogy beleszeretett a férfiba. Gaby elmegy John éttermébe, ahol a férfi hevesen megcsókolja. Ana persze épp akkor toppan be, és könnyes szemekkel rohan haza. Gaby beavatja Anát közös múltjába Johnnal, és megkéri, hogy ne mondjon semmit Carlosnak, amivel fájdalmat okozna neki. Ana végül nem mond semmit. Később Gabrielle elmondja Carlosnak, hogy most ébredt rá: az élet, amit együtt élnek, maga a boldogság. John az étteremben megtalálja közös fotóját Gabyval - kettétépve.
Danny buliján Nick sok fiatal lányt szórakoztat, ami Dannyt igencsak zavarja. Később el is mondja az apjának, hogy tud róla: ő volt az, akivel Julie Mayernek viszonya volt a fojtogatás előtt.

## Mellékszereplők
- Jesse Metcalfe - John Rowland
- Shawn Pyfrom - Andrew Van de Kamp
- Carlos Lacámara - Dr. Hill
- Josh Zuckerman - Eddie Orlofsky
- Robert Sudduth - Eric
- Daniella Baltodano - Celia Solis
- Noah Schuffman - Brian
- Vanessa Britting - Molly
- Jack Thomas - Pap

## Mary Alice epizódzáró monológja
- A narrátor, Mary Alice monológja az epizód végén így hangzik (a magyar változat alapján):

"Ránézésre meg nem mondanák, de az asszonynak a szomszédból épp idegösszeomlása van. A mosolya alapján ki nem találnánk, de a felesége egyszer eljátszotta a nagybácsink bizalmát. És a lány, akiért úgy rajongunk... nos, hát viszonyt folytat egy nős férfival. A szomorú igazság az, hogy közel sem ismerjük olyan jól a barátainkat és a szomszédainkat, mint hisszük. Még azok is, akikben a legjobban bízunk, őriznek titkokat."

## Epizódcímek más nyelveken
- Angol: The God-Why-Don't-You-Love-Me Blues (Az "Istenem, miért nem szeretsz?"-blues)
- Olasz: I disastri del cuore (A szív katasztrófái)
- Német: Blues der Verlassenen (Elhagyottak bluesa)
- Francia: Une femme au bord de le crise de nerfs (Egy nő az idegösszeomlás csúcsán)